# ليون ليدرمان
ليون ليدرمان (بالإنجليزية: Leon M. Lederman)‏ هو عالم فيزيائي أمريكي حصل على جائزة نوبل للفيزياء عام 1988 عن ابحاثه الخاصة بالنيوترينو.
ولد ليون ماكس ليدرمان في 15 يوليو 1922، وهو أستاذ غير متفرغ بمعجل الجسيمات فيرميلاب بولاية إلينوي ، كما قام بتأسيس أكاديمية الرياضيات والعلوم ألينوي بمدينة أورورا.
شاركه في الجائزة العالمان ملفن شفارتز وجاك شتاينبرجر.

## وصلات خارجية
- ليون ليدرمان على موقع الموسوعة البريطانية (الإنجليزية)
- ليون ليدرمان على موقع مونزينجر (الألمانية)
- ليون ليدرمان على موقع ميوزك برينز (الإنجليزية)
- ليون ليدرمان على موقع إن إن دي بي (الإنجليزية)